# 亞歷山大·杜托夫
亞歷山大·伊里奇·杜托夫（俄语：Алекса́ндр Ильи́ч Ду́тов；1879年8月17日—1921年2月7日），俄羅斯帝國陸軍中將、烏拉爾地區的哥薩克領袖之一。

## 生平
杜托夫出生於俄羅斯帝國錫爾河州的卡札林斯克（今哈薩克境內的卡札利），早年曾就讀尼古拉耶夫騎兵學校、尼古拉耶夫工程學院（今俄羅斯軍事工程技術大學），1908年時又自尼古拉陸軍參謀學院畢業。
第一次世界大戰期間，杜托夫曾擔任哥薩克團的指揮官，在1917年二月革命後又被任命為全俄羅斯哥薩克軍人聯盟的首領，以及全俄羅斯哥薩克大會的主席，9月時又出任奧倫堡哥薩克軍團頭領兼軍政長官
十月革命後，杜托夫隨即在奧倫堡起兵反抗；到1918年6月，杜托夫的哥薩克部隊在捷克軍團的助戰下，幾乎將布爾什維克的勢力逐出烏拉爾地區，並與西伯利亞的高爾察克相互呼應。
1919年，杜托夫試圖拉攏另一名白軍將領格里戈里·謝苗諾夫加入他的勢力，儘管有白軍政要瓦西里·巴拉班諾夫的大力斡旋（他自稱是俄國臨時政府解體後唯一的合法政權，然而影響力相當有限），但仍遭到了拒絕，使得各派白軍更為分裂。1920年，白軍在俄國內戰中已陷入劣勢，杜托夫也敗退到哈薩克東部，與巴拉班諾夫等人先後越境逃入中國。1921年2月，杜托夫在新疆霍城遭到布爾什維克刺客馬赫穆德‧哈賈米羅夫（Махмуд Хаджамиров）刺殺身亡。